# Fúquene
Fúquene es un municipio colombiano del departamento de Cundinamarca, ubicado en la provincia de Ubaté, a 116 km de Bogotá.

## Toponimia

### Origen lingüístico[3]
- Familia lingüística: Chibcha
- Lengua: Muysccubun

### Significado
El topónimo Fúquene proviene de dos vocablos del muysc cubun (idioma muisca), Fo y Quyny, que quieren decir «lecho del dios Fo, o Fu», a quien se le rendía culto en la isla grande de la laguna de Fúquene, que en época de la conquista española sirvió de como refugio indígena.

### Origen / Motivación
El nombre original del poblado fue tomado de la laguna de Fúquene, cuya jurisdicción se encuentra en los municipios de Fúquene y Susa, recibe las aguas de los ríos Ubaté y Fúquene entre otros, dando origen al río Suárez. Los antiguos habitantes muyscas realizaban rituales a sus dioses en la laguna y la isla Santuario. Aquella ha sido una importante base económica para los pobladores desde tiempos prehispánicos.

## Historia
A finales del siglo XVI, los indígenas muiscas de la región vivían en tres rancherías, a saber: Fúquene, Nemoga y Coba.
Fúquene fue fundado en 1592 por Teresa de Verdugo, una de las pocas mujeres fundadoras de Colombia. El 2 de agosto de 1600, el visitador oidor Luis Enríquez ordena en Cucunubá poblar las tierras de los indios de Fúquene y Nemoga en el sitio de Guavachoquebita, en el que se fundaba el nuevo pueblo de Simijaca, para lo cual se comisionó a Juan López de Linares como juez poblador; así lo hizo constar el día 11 de ese mes, al notificar su comisión al encomendero y capitanes, indicándoles cómo debían poblar y pasar el pueblo de Simijaca al sitio señalado por el oidor, en un plazo de ocho días.

## Geografía

### Límites municipales
Fúquene está limitado por los siguientes municipios
| Noroeste: Susa | Norte: Susa (Laguna de Fúquene) | Nordeste: San Miguel de Sema y Ráquira ( Boyacá) (Laguna de Fúquene) |
| Oeste: Susa    |                                 | Este: Guachetá                                                       |
| Suroeste: Susa | Sur: Ubaté                      | Sureste: Ubaté                                                       |

### División administrativa
Además de su cabecera municipal, Fúquene tiene bajo su jurisdicción los siguientes centros poblados: Capellanía y Nuevo Fúquene.

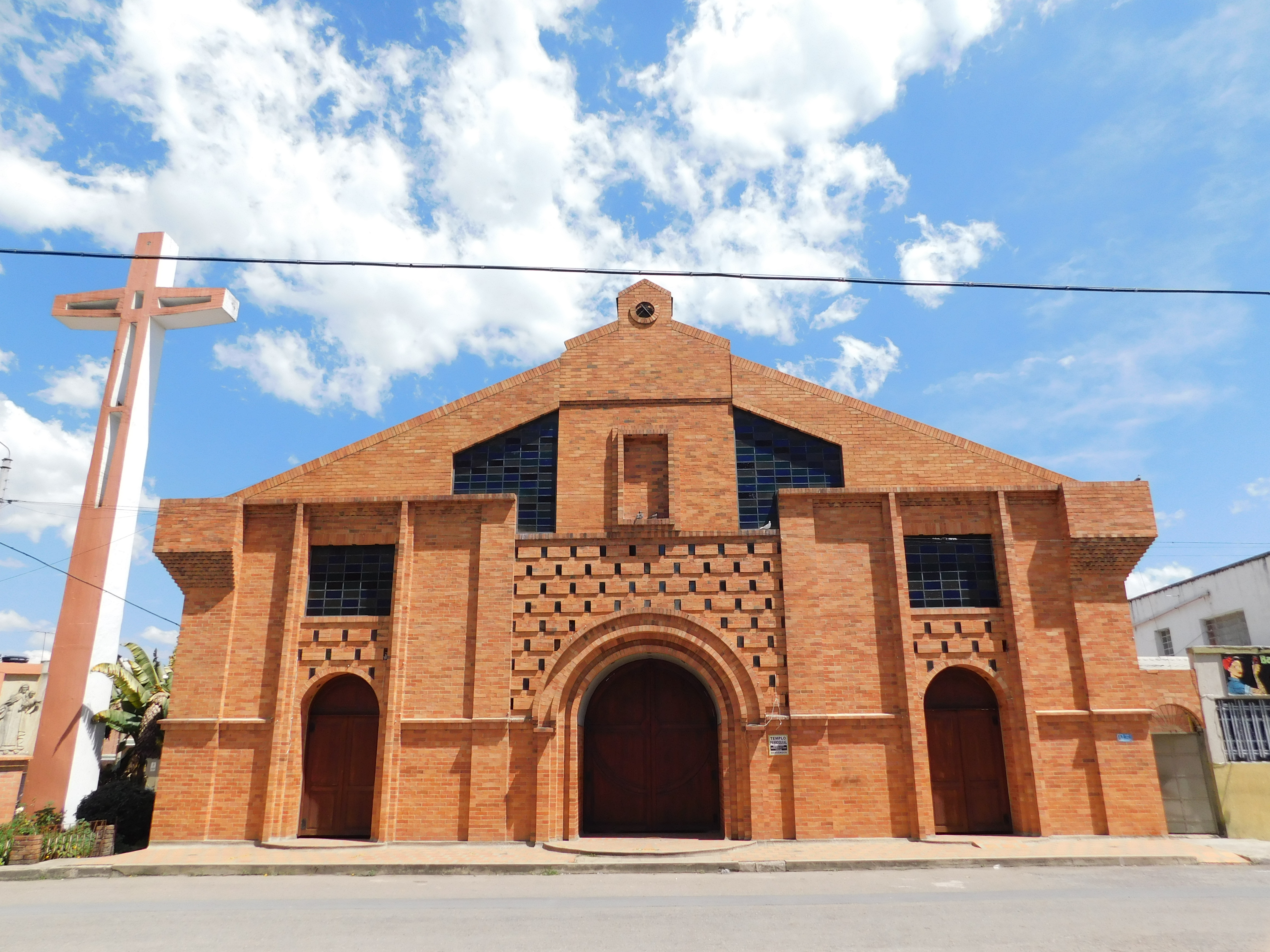
Templo Nuestra Señora del Carmen - Capellanía-Fuquene Cundinamarca

## Turismo
- Laguna de Fúquene. Según cuenta la leyenda, oculto bajo las aguas y dispuesto a defender de los muzos sus dominios en el valle de Ubaté y Chiquinquirá, permanece Fo, el dios tutelar de las aguas de esta laguna; allí acuden propios y visitantes para disfrutar de las numerosas islas, como la del Santuario, practicar deportes o celebrar el festival de la laguna.
- Cueva del Perico
- Hostería San Nicolás, una de las más bellas de la región, donde se puede admirar una antigua casa de amplios corredores, floridos jardines de geranios y azaleas, techos en barro y múltiples habitaciones cuyos muebles y decoración son toda una belleza de antigüedades finamente conservadas.
- Iglesia de Capellanía, Templo dedicado a Nuestra Señora del Carmen de estilo moderno.
- Iglesia parroquial, joya de la arquitectura colonial, en especial su altar mayor, tallado y con incrustaciones de esmeraldas, muestra notable del barroco americano.
- Artesanías en junco (cestos, muñecas, sopladeras, esteras) y tejidos en lana virgen.

## Movilidad
A Fúquene se llega desde el municipio de Chía por la Ruta Nacional 45A, pasando por Zipaquirá y Ubaté hasta el casco urbano fuquenense por la variante de Capellanía y regresar para proseguir a Chiquinquirá en Boyacá o también en la misma inspección ir a Guachetá y de ahí a Ráquira.

## Instituciones de educación
- Institución Educativa Departamental De Fúquene(énfasis agropecuario). (Urbana).
- I.E.D. Instituto Técnico Comercial Capellanía. (Urbana).

## Servicios públicos
- Energía Eléctrica: Enel, es la empresa prestadora del servicio de energía eléctrica.
- Gas Natural: Vanti es la empresa distribuidora y comercializadora de gas natural en el municipio.